# Lost Children
Lost Children ist ein Dokumentarfilm der Regisseure Ali Samadi Ahadi und Oliver Stoltz, der in den Jahren 2003/2004 in Uganda gedreht wurde und die Schicksale einiger Kinder im Konflikt zwischen ugandischen Regierungstruppen und den Rebellen der Lord’s Resistance Army (LRA) zeigt.

## Entstehung und Inhalt
Die Dreharbeiten liefen in drei Phasen im September 2003 sowie zwischen Januar und Mai 2004 über insgesamt zehn Wochen. Die Produzenten interviewten hierfür insgesamt etwa 30 Kinder in einem Auffanglager in Pajule im Norden Ugandas, etwa 40 Kilometer entfernt von der Grenze zum Sudan, das von der Caritas Gulu betrieben wird. Allen Kindern war zuvor die Flucht aus der Armee der LRA (Lord’s Resistance Army) gelungen, in deren Diensten sie als Kindersoldaten oder als Sexobjekte dienten und vielfach gezwungen waren, brutale Morde und andere schwere Menschenrechtsverletzungen auszuführen. Ahadi und Stoltz konzentrierten sich bei den Dreharbeiten auf die Schicksale der vier Kinder Richard Kilama, Jennifer Akelo, Francis Ochaya und Vincent Opio sowie auf die Tätigkeit zweier Mitarbeiter der Caritas, Grace Arach und John Bosco, die im Lager Wiedereingliederungshilfe leisten.

## Kritiken
Von der Kritik wurde der behutsame Umgang mit der harten Thematik gelobt, die das Leid der Betroffenen darstellt, ohne es zur Schau zu stellen.

## Auszeichnungen
Der Film wurde im Februar 2005 bei den Berliner Filmfestspielen uraufgeführt und erhielt dort den dritten Platz beim PANORAMA-Publikumspreis.
Der Film erhielt im Oktober 2005 den UNICEF-Preis sowie den Youth Award und lief auf mehr als zwei Dutzend internationalen Filmfestivals.
Lost Children war 2005 für den Deutschen Kamerapreis Köln in der Kategorie Bester Dokumentarfilm nominiert.
Deutscher Filmpreis 2006 in der Kategorie Dokumentarfilm.
Am 3. November 2005 lief Lost Children in den deutschen Kinos an.